# Friedrich Brockhaus (jurist)
Friedrich Arnold Brockhaus, född den 21 september 1838 i Dresden, död den 14 oktober 1895 i Jena, var en tysk rättslärd. Han var son till orientalisten Hermann Brockhaus, systerson till tonsättaren Richard Wagner och bror till teologen Clemens Brockhaus.
Brockhaus ägnade sig huvudsakligen år stats- och kyrkorätt. I december 1863 habiliterade sig Brockhaus vid universitetet i Jena med arbetet de comitatu germanico. Vid samma universitet han 1868 extra ordinarie professor. Våren 1871 blev han ordinarie professor vid universitetet i Basel och hösten 1872 vid universitetet i Kiel. År 1888 fick han en professur vid universitetet i Marburg och följande år var cirkeln sluten. Då återvände han till Jena, där han avled några år senare vid 57 års ålder.